# 海流のなかの島々
『海流のなかの島々』（かいりゅうのなかのしまじま、Islands in the Stream）は、アメリカ合衆国の小説家、アーネスト・ヘミングウェイの長編小説。著者の死後、1970年に遺作として出版された。
この作品は1950年から1951年にかけて執筆され、1950年に出版された『河を渡って木立の中へ』によるヘミングウェイに対する酷評を覆すものになるはずであったが、生前に出版されることはなかった。一見して完結しているこの小説はヘミングウェイの死後、妻のメアリー・ウェルシュ・ヘミングウェイによって発見され出版されることになった。
この小説を構成する3つのパートには元々"The Sea When Young"、"The Sea When Absent"、"The Sea in Being"という副題が付けられていたが、それらは変遷の後、現在のように"Bimini"、"Cuba"、"At Sea"として付けられた。そして4つ目のパートとしてヘミングウェイが書いた部分は後に"The Old Man and the Sea"（『老人と海』）として1952年に出版された。

## 映画
この小説を原作として、映画が製作された。1977年4月公開。配給はパラマウント＝CIC。上映時間は105分。

### スタッフ
- 監督：フランクリン・J・シャフナー
- 製作：ピーター・バート、マックス・パレヴスキー 、ケン・ウェイルズ
- 脚本：デニー・バート・プティットクラーク
- 撮影：フレッド・コーネカンプ
- 美術：ウィリアム・J・クレバー
- 音楽：ジェリー・ゴールドスミス
- 編集：ロバート・スウィンク

### キャスト
- トマス・ハドソン：ジョージ・C・スコット
- エディ：デイヴィッド・ヘミングス
- ラルフ船長：ギルバート・ローランド
- リル：スーザン・ティレル
- ウィリー：リチャード・エヴァンス
- オードリー：クレア・ブルーム
- ジョセフ：ジュリアス・ハリス
- トム：ハート・ボックナー
- アンドリュー：ブラッド・サヴェージ
- デビッド：マイケル・ジェームズ・ウィックステッド
- ヘルガ・ジーグナー：ヒルディ・ブルックス
- アンドレア：ジェシカ・レインズ
- ヘル・ジーグナー：ウォルター・フリーデル
- コンスタブル：チャールズ・ランプキン